# Michael Maderthaner
Michael Maderthaner (* 18. Mai 1925 in Sankt Gallen, Steiermark; † 14. August 1981 ebenda) war ein österreichischer Politiker (SPÖ) und Betriebsratsobmann. Er war von 1971 bis 1981 Abgeordneter zum Nationalrat.
Maderthaner erlernte nach der Volks- und Hauptschule den Beruf des Kaufmannsgehilfen und war Fabriksarbeiter in der Zellstofffabrik Weißenbach an der Enns, wobei er bis zum Zentralbetriebsratsobmann (von 1962 bis 1964) aufstieg und die Sozialakademie in Graz absolvierte. Er war zudem ab 1955 Gemeinderat in Weißenbach an der Enns, wurde 1967 zum Vizebürgermeister gewählt und übernahm zwischen 1970 und 1971 das Amt des Bürgermeisters. Danach war er erneut bis 1975 Gemeinderat in Weißenbach. Innerparteilich war Maderthaner Mitglied der Landesparteivertretung der SPÖ Steiermark und Mitglied der Bezirksparteivertretung der SPÖ Liezen, innerhalb der Gewerkschaft war er zudem Mitglied der Landesleitung der Gewerkschaft der Chemiearbeiter Steiermarks und Mitglied des Bezirksausschusses des ÖGB-Liezen.